# Novopsocus caeciliae
Espèce
Novopsocus caeciliae est une espèce de Psocoptère qui vit en Nouvelle-Guinée, la plus petite du genre Novopsocus. Elle n'est pour l'instant (juin 2019) connue que d'un mâle, trouvé dans une forêt de plaine proche de la Mer de Bismarck.